# Голфо Арначи (Олбија-Темпио)
Голфо Арначи је насеље у Италији у округу Сасари, региону Сардинија.
Према процени из 2011. у насељу је живело 2006 становника. Насеље се налази на надморској висини од -9999 м.